# God Wears My Underwear
God Wears My Underwear is een korte Amerikaanse onafhankelijke film, geregisseerd door Leslie Streit. De film verscheen in 2005. De film behandelt onderwerpen als reïncarnatie en de Holocaust.

## Verhaal
In de film wordt een verband gelegd tussen de Holocaust uit de Tweede Wereldoorlog en een genocide in Tibet gedurende de jaren 50. De film behandelt hiermee onderwerpen als morele waarden en menselijke verantwoordelijkheden in de 20e eeuw.
Centraal staat een vrouw genaamd Lavinia. Zij wordt al haar hele leven geplaagd door dromen over mensen die ze nog nooit heeft gezien en plaatsen die ze nog nooit heeft bezocht. Ze zoekt hulp bij een hypnotiseur. Onder hypnose krijgt Lavinia te zien dat ze in een vorig leven een Tibetaanse monnik was genaamd Broeder Eo. Broeder Eo bezocht begin jaren 30 van de 20e eeuw Berlijn. Daar was hij getuige van de opkomst van de nazi's, maar hij deed niets om zijn vrienden en collega's te helpen. Toen hij zijn fout inzag, vluchtte hij terug naar Tibet, alwaar hij een van de slachtoffers werd van de genocide aangericht door het Chinese leger.

## Rolverdeling
| Acteur              | Personage                 |
| ------------------- | ------------------------- |
| Joel Bischoff       | Reporter                  |
| Frances Bockenfeld  | Bar Patron, Skipper       |
| Archie Bryan        | Werner Schindheim         |
| Lauren Bryan        | Ursula Brandthauer        |
| Susan Burke         | Die Nachtigal             |
| Laurent de la Cruz  | Rowdy Bar Patron, Juanita |
| Todd Eckert         | Nazi Youth                |
| Pat Everett         | Otto von Klemmer          |
| Irene Hsaio         | Sue Yin                   |
| Pat James           | Mrs. Hamilton             |
| Robin McCain        | Nazi Thug, Bar Patron 4   |
| Lovechild Moore     | Circus Dog                |
| Joel Naumann        | Boy in Mirror             |
| Masi Oka            | Brother Eo (stem)         |
| Angelica Passantino | Lara                      |
| Jack Streit         | Dr. Freund                |

## Achtergrond
De film werd over een periode van zeven jaar gemaakt. Volgens de regisseur was het vaak een lastig proces. Zo moest er veel oud beeldmateriaal worden gebruikt waarvan de rechten soms lastig te krijgen waren. Ook werden er gedurende het productieproces vaak veranderingen aangebracht in het script.
Leslie Streit kreeg zijn idee na een discussie met een vriendin die beweerde de reïncarnatie van een Tibetaanse monnik te zijn.

## Prijzen en nominaties
In 2005 won God Wears My Underwear de prijs voor beste korte film op het Toronto DNA Film Festival.